# Dresserite
La dresserite ou dressérite est un minéral composé de carbonate de baryum et d’aluminium, de formule BaAl2(CO3)2(OH)4 H2O, se présentant en petits agrégats sphériques de cristaux aciculaires développés sur {001} de près de 3 mm.

## Inventeur et étymologie
Décrite  par les minéralogistes J. L. Jambor, D. G. Fong et A. P. Sabina en 1969, et dédiée au géologue canadien John Alexander Dresser (1866-1954).

## Topotype
- Carrière Francon, St.-Michel, Île de Montréal, Québec, Canada.
- Les échantillons types sont déposés au Canadian Museum of Nature, Ottawa, Canada.

## Cristallographie
- Paramètres de la maille conventionnelle : a = 9.27, b = 16.83, c = 5.63, Z = 4 ; V = 878.36
- Densité calculée = 3,00

## Cristallochimie
La dressérite appartient au groupe structural et chimique de la dundasite, qui comprend actuellement quatre espèces cristallisant toutes dans le système orthorhombique, de formule générale M2+M3+2(CO3)2(OH)4, H2O avec M2+ = Pb2+, Ba2+ ou Sr2+ et M3+ = Al3+ ou Cr3+. Ce sont les minéraux suivants :
| dundasite          | PbAl2(CO3)2(OH)4, H2O |
| petterdite         | PbCr2(CO3)2(OH)4, H2O |
| dresserite         | BaAl2(CO3)2(OH)4, H2O |
| strontiodressérite | SrAl2(CO3)2(OH)4, H2O |

## Minéraux associés
Dawsonite, dundasite, plagioclase, quartz, wéloganite…

## Gisements remarquables
Il existe une occurrence de ce minéral :
- Carrière Francon, Saint-Michel, Île de Montréal, Québec, Canada[3].

Gisement extraordinaire qui compte pas moins de neuf topotypes : doyleite, hochelagaïte, hydrodressérite, montroyalite, sabinaïte, strontiodressérite, voggite, wéloganite.